# عصارخانه آقا
عصار خانه بزرگ یا عصار خانه آقا مربوط به دوره صفوی است و در نجف‌آباد، بازار، خیابان ۱۷ شهریور واقع شده و این اثر در تاریخ ۲۵ خرداد ۱۳۸۱ با شمارهٔ ثبت ۵۸۸۹ به‌عنوان یکی از آثار ملی ایران به ثبت رسیده است.